# Coenobita cavipes
Coenobita cavipes — вид десятиногих раков из семейства Coenobitidae надсемейства раков-отшельников (Paguroidea). Обитает на восточном побережье Африки, в Индонезии, на Филиппинах, в Китае, Японии, Малайзии, на Тайване, Полинезии и Микронезии.
Обычно селится в завитых раковинах брюхоногих моллюсков, но может использовать как жилище и скорлупу плода страстоцвета съедобного.